# علياء الشعبي
علياء فيصل عبداللطيف الشعبي سياسي يمنية هي وزيرة للدولة في حكومة الإنقاذ الوطني برئاسة عبد العزيز بن حبتور التابعة للمجلس السياسي الأعلى في سلطة صنعاء منذ 10 نوفمبر 2018.